# Xã Highland, Quận O'Brien, Iowa
Xã Highland (tiếng Anh: Highland Township) là một xã thuộc quận O'Brien, tiểu bang Iowa, Hoa Kỳ. Năm 2010, dân số của xã này là 287 người.